# Dedicated (chanson de R. Kelly)
Singles de R. Kelly
Slow Dance
(août 1992) Sex Me
(octobre 1993)
Dedicated est une chanson de l'artiste américain R. Kelly. Il s'agit du dernier single de l'album Born into the 90's, sorti en février 1993.

## Charts
Aux États-Unis, Dedicated est resté classé durant 20 semaines au Billboard Hot 100.
| Classements / Pays (1993) | Meilleure position |
| ------------------------- | ------------------ |
| Billboard Hot 100         | 31                 |
| Top R&B                   | 9                  |